# 勒维斯托克山国家公园
雷夫爾斯托克山国家公园（英語：Mount Revelstoke National Park）是一座位于加拿大不列颠哥伦比亚的国家公园，建于1914年。